# غاردنر كوينسي كولتون
غاردنر كوينسي كولتون (بالإنجليزية: Gardner Quincy Colton)‏ هو مخترِع أمريكي، ولد في 17 فبراير 1814 في جورجيا في الولايات المتحدة، وتوفي في 9 أغسطس 1898 في روتردام في هولندا.

## وصلات خارجية
- غاردنر كوينسي كولتون على موقع الموسوعة البريطانية (الإنجليزية)